# Cunicus profundus
Cunicus profundus is een vlokreeftensoort uit de familie van de Urothoidae. De wetenschappelijke naam van de soort is voor het eerst geldig gepubliceerd in 1974 door Griffiths.